# Томашівська сільська територіальна громада
Томашівська сільська територіальна громада — територіальна громада в Україні, у Фастівському районі Київської області. Адміністративний центр — село Томашівка.
Утворена 12 червня 2020 року шляхом об'єднання Вільнянської, Соснівської сільських рад Макарівського району та Великогуляківської, Дідівщинської, Дорогинської, Пришивальницької, Томашівської сільських рад Фастівського району.

## Населені пункти
До складу громади входять 17 сіл:
- Василівка
- Великі Гуляки
- Вишня
- Вільне
- Вільшанська Нива
- Деминівка
- Дідівщина
- Дорогинка
- Конопельки
- Кончаки
- Кощіївка
- Пришивальня
- Соснівка
- Томашівка
- Федорівка
- Юрівка
- Ярошівка

## Старостинські округи
- Великогуляківський
- Вільнянський
- Дідівщинський
- Дорогинський
- Пришивальненський
- Соснівський